# Nouveau réalisme

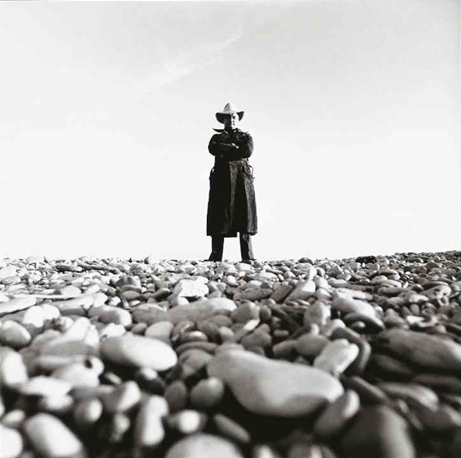
Lothar Wolleh: Arman

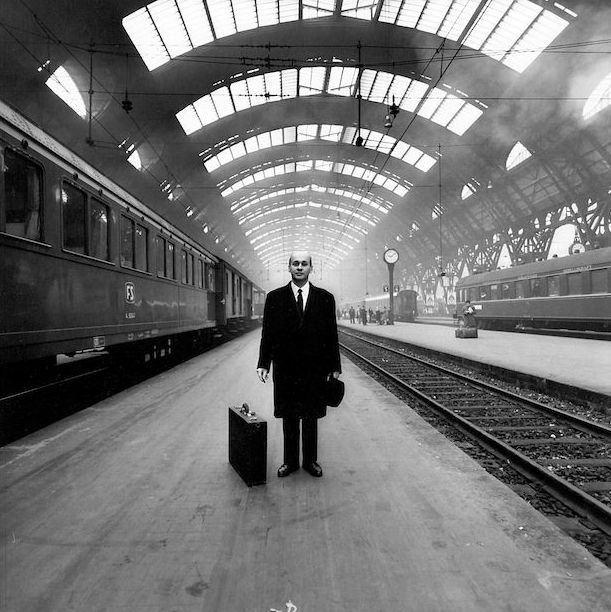
Lothar Wolleh: Jacques Villiglé

Het nouveau réalisme was een stroming binnen de beeldende kunst in Europa van de jaren 1960.

## Geschiedenis
Op 14 april 1960 schreef de Franse criticus Pierre Restany in zijn eerste Manifeste du Nouveau Réalisme, te Milaan: ... De traditionele middelen zijn uitgeput; er is geen andere reactie mogelijk dan de afschaffing van het schilderij... In het tweede manifest, dat het jaar daarop verscheen, verklaarde hij: ... De nieuwe realisten zien de wereld als een schilderij, een groot fundamenteel waarvan zij zich wezenlijke fragmenten eigen willen maken ...
De groep werd officieel opgericht op 27 oktober 1960 en bestond uit Armand Fernandez (bekend als: Arman), François Dufrêne, Raymond Hains, Jacques Villeglé, Wolf Vostell, Yves Klein, Martial Raysse, Daniel Spoerri, Jean Tinguely, Mimmo Rotella, en César Baldaccini (bekend als: César). Later sloten zich Niki de Saint Phalle en Christo aan bij deze groep.
Een eerste collectieve manifestatie vond plaats tijdens het Festival d'avant-garde, te Parijs in november-december van 1960. Daarop volgde in mei 1961 een tweede expositie, in de 'Galerie J.', met het thema Quarante Degrés au-dessus de Dada.
De 'nieuwe realisten' exposeerden vervolgens in juni te Stockholm en in juli te Nice. In 1961 en 1962 werd aan hun werk een speciale zaal gewijd tijdens de Parijse Salon Comparaisons. In juli 1961 waren ze te zien op de expositie Paris-New York van de Galerie Rive droite en in juni 1962 op de expo Donner à voir I van de Galerie Creuze.
De kunstenaars confronteerden de kijker met de hun bewerkingen van alledaagse dingen uit de urbane omgeving. Restany filosofeerde over la poésie d'une civilisation urbaine.
De beweging werd opgeheven te Milaan, in 1970.

## Afbeeldingen

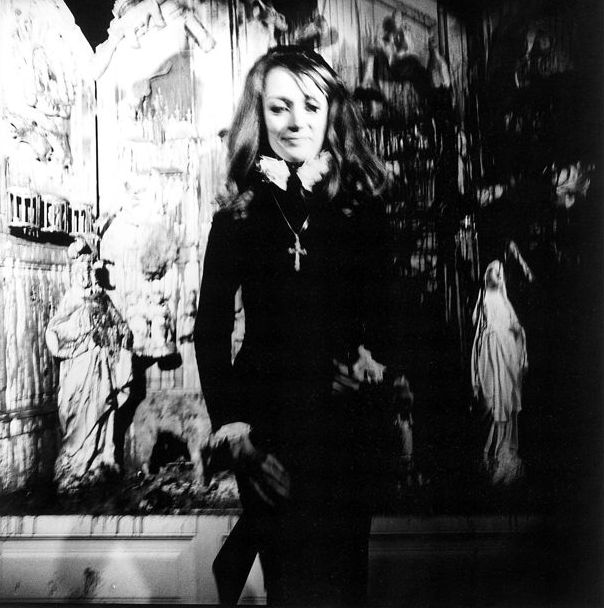
Lothar Wolleh: Niki de Saint Phalle
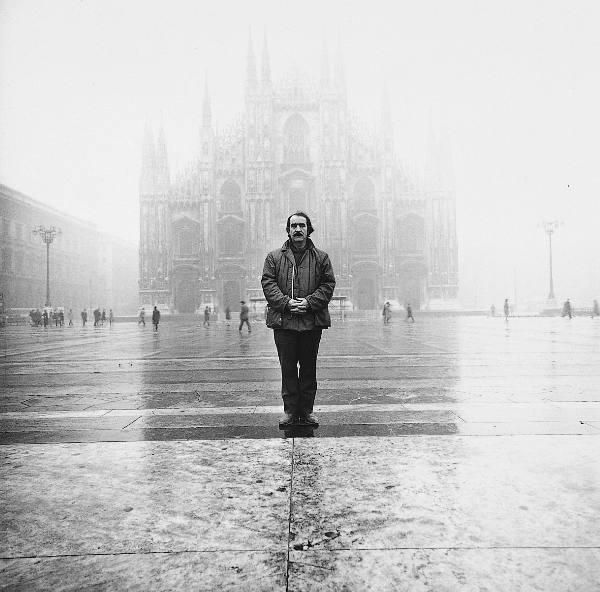
Lothar Wolleh: Jean Tinguely